# Space Launch Delta 45
De Space Launch Delta 45 (SLD 45) is een eenheid van de United States Space Force. De Space Launch Delta 45 is toegewezen aan Space Systems Command en heeft zijn hoofdkantoor op Patrick Space Force Base in Florida. De vleugel bestuurt ook Cape Canaveral Space Force Station. De 45th Space Delta is verantwoordelijk voor alle ruimtelanceringen vanaf de oostkust. Het beheert de Eastern Range, inclusief lanceringsactiviteiten voor de Space Force zelf, het Department of Defense (DoD), NASA en andere particuliere ruimtevaartbedrijven.

## Operaties
De Space Launch Delta 45 (SLD 45) is een van de twee ruimtelanceervleugels voor de US Space Force en is verantwoordelijk voor het uitvoeren van militaire, inlichtingen-, civiele en commerciële ruimtelanceringen met behulp van de Eastern Range. Primaire draagraketten zijn de Atlas V-, Delta IV Heavy-, Pegasus-, Minotaur-, Falcon 9-, Falcon Heavy- en Boeing X-37-raketten. Het ondersteunt ook de U.S. Navy Trident II D5 ballistische rakettests en -evaluatie.
De Space Launch Delta 45 (SLD 45) is de gastvleugel voor Patrick Space Force Base en Cape Canaveral Space Force Station, en biedt basisondersteuning voor NASA, het Technical Applications Center en de 920th Rescue Wing van de U.S. Air Force, en de Naval Ordnance Test Unit van de U.S. Navy.

## Geschiedenis
De op 1 oktober 1949 opgerichte Air Force Division, Joint Long Range Proving Ground kan beschouwd worden als een verre voorloper van SLD 45. Deze werd in 1950 hernoemd tot Long Range Proving Ground Division en nog een jaar later in 1951 tot Air Force Missile Test Center. De eenheid begon aan de uitbouw van het Cape Canaveral Air Force Station. In 1964 werd de eenheid herschikt wat resulteerde in de vorming van de Air Force Eastern Test Range. Deze ondersteunde mee de lanceringen van het Kennedy Space Center waaronder het Mercuryprogramma, Geminiprogramma en Apolloprogramma. In 1977 volgde een hergroepering naar het Space and Missile Test Center die in 1979 terug werd opgedeeld met de vorming van het Eastern Space and Missile Center. Op 12 november 1991 werd het Air Force Space Command opgericht en werd de directe voorloper van het SLD 45 de 45th Space Wing (45 SW). De eerste missie van de eenheid was STS-44 waarbij met de Atlantis een Defense Support Program satelliet in een baan rond de aarde werd gebracht. In 2019 vervelde het het Air Force Space Command tot de United States Space Force. Op 11 mei 2021 ging de eenheid over van Space Operations Command naar Space Systems Command en kreeg de eenheid zijn huidige naam, Space Launch Delta 45, met behoud van de oprichtingsdatum van 45 SW, 12 november 1991.